# 미야케 켄
미야케 켄(일본어: 三宅 健, 1979년 7월 2일 ~ )은 일본의 가수, 배우이며, 남성 아이돌 그룹 V6의 멤버이다.
카나가와 현 출신. TOBE 소속.

## 참가 유닛
- J-Eleven (쟈니즈 Jr. 때)
- V6
- Coming Century
- J-FRIENDS
- MiMyCEN (프로그램 기획 유닛)

## 내력
- 쟈니즈 Jr. 때에는 현재 V6의 같은 멤버 모리타 고와 함께 〈고켄 콤비〉로 불리며 인기를 얻었다.
- 1995년 11월 1일 〈MUSIC FOR THE PEOPLE〉로 V6로서 데뷔 (당시 16세). V6의 연소조 3인 유닛 Coming Century로서도 활동을 시작한다.
- 2000년 노다 히데키작의 《2만 7천 광년의 여행 세기말의 소년》으로 첫 연극 첫 주연.
- 2003년 영화 《COSMIC RESCUE》로 Coming Century의 3명이서 영화 첫 주연.
- 2004년 연극 《졸업~THE GRADUATE~》 주연.
- 2006년 영화 《홀드 업 다운》V6 주연.
- 2006년 《엄지손가락 찾기》로 영화 첫 단독 주연.
- 2006년 무대 《제32진해환》 주연.
- 2007년 무대 《살인자》 주연.
- 2008년 무대 《제17포로 수용소》 주연.
- 2010년 무대 《ULTRA PURE!》 주연.
- 2011년 무대 《러블리 베이비》 주연.
- 2013년 무대 《Some Girl(s)》 주연.

## 인물

### 성격·특징
- 요크셔 테리어인 J라는 개를 기르고 있다. 〈애완동물이 아니라 가족이다〉라고 말하고 있는 애견가.
- 소바 알레르기와 꽃가루 알레르기가 있다.
- 〈계속하는 것은 힘이된다(継続は力なり)〉를 좌우명으로 하고 있다.
- 환경 문제에 의식이 높고, 휴일에는 쓰레기 줍기 운동에 참가하는 일도 있다. 또, 사적인 일에서는 교통 수단으로 차보다는 전철을 이용한다. 자신의 라디오 프로그램에서 에로와 에코를 도킹 시킨 〈에로 에코〉(본인에 의한 조어)를 제창하고 있다. 또, 이것을 소재로 릴리 프랭키와 잡지나 라디오로 대담. 아라시 니노미야 카즈나리와 사이가 좋다.

### 취미·기호·특기
- 미술 감상이나 연극 구경, 음악 감상이 취미.
- 타카하시 루미코 작품의 팬이며, 애독하고 있던 《이누야샤》가 애니메이션화가 되고, 자신이 소속하는 V6가 최초의 오프닝 테마를 담당한다고 들었을 때, 매우 기뻐했다고 하는 에피소드가 있다.
- 일식을 좋아하며, 낫토를 좋아한다.
- 술을 잘 못하고, 흡연은 하지 않는다.
- 과일을 좋아하고, 바나나 모양의 케이스를 소지하고 있다.
- 일본 문화를 좋아하고, iPod으로 일상적으로 만담을 듣는 취미가 있다.
- 스모를 좋아해서 도쿄에서 벌어지는 스모 경기에는 첫날에는 빠뜨리지 않고 관전한다.
- 인디언 문화를 좋아해서, 하라쥬쿠의 노포 인디언 액세서리 가게 〈고로즈〉의 액세서리를 계속 몸에 하고 있던 적이 있다.
- 소림사 권법을 배운 적도 있다.
- 수영 경기가 자신있고, 자유형이라면 기타지마 고스케의 평영보다 빠르고, V6의 버라이어티 프로그램 《학교에 가자! MAX》에서 기타지마와 대결했을 때에 기타지마를 이긴 적도 있다. 수영으로 다져진 대흉근과 넓은 어깨 폭을 가지고 있다. 프로그램 내에서 싱크로나이즈드 스위밍에 도전하기도 했다.
- NHK 드라마 《나의 푸른 하늘 2002》에서 복서 역을 연기한 것을 계기로, 시간이 있을 때는 복싱 체육관에 다니고 있다. 잡지 《Tarzan》에서 공개하기도 하였다. 《학교에 가자! MAX》에서 일본 복서 나이토 오스케와 스파링을 하기도 했다.
- 초등학생때는 6년간 한겨울이라도 반소매·반바지로 보내고 있었다.
- 애칭은 아라시광팬 (이별명이 생긴이유는 VS 아라시라는 프로그램의 V6편을 보면 된다.)
- 아라시 멤버 니노미야 카즈나리와 사이가 좋다.

### V6에 있어서의 활동
- 2000년에 활동한 V6의 별도 유닛 6V(6볼트)의 일원. 이 때에 이노하라 요시히코와 2명이서 〈6V 감전 찌릿찌릿 Remix〉라고 하는 곡을 녹음했다(CD화는 되지않았다).
- 2003년에 행해진 콘서트 투어의 테마곡 〈LOVE&LIFE〉는 미야케 작사, 이노하라 작곡이다. 그 밖에도 Coming Century의 〈WHAT'S COOL〉(V6 7th Single 〈WAになっておどろう〉커플링)도 작사했다.
- 휴대전화 공식 HP 〈Johnny's Web〉에서 〈싱글벙글켄゜(にこにこ健゜)〉이라고 하는 코너를 가져, 미야케 특유의 문장을 전달하고 있다.
- 발안·제안이 채용되는 것이 많다.
  - V6의 베스트반 《Very best》의 타이틀
  - 10주년 콘서트 《10th Anniversary CONCERT TOUR 2005》
  - 상기와 동시 전개된, 악수회
  - 2007년 1월 31일 발매 싱글 〈HONEY BEAT〉의 의상
  - 동 〈僕と僕らのあした〉에 있어 악곡 제공자를 추천

### 그 외·에피소드 등
- 《뮤직 스테이션》에서 X JAPAN과 공동 출연했을 때, 모리타와 함께 hide에게 악수를 부탁했다.
- 팬인 the pillows의 보컬&기타 야마나카 사와오에게 무리라는 걸 알면서도 곡 제공을 부탁해 보았는데, 쾌락되었다. 제공곡은 《Voyager》에 수록된 〈シュガー・ナイトメア〉. 연주도 the pillows의 멤버가 담당했다.
- 2023년 7월 3일 공식 유튜브 채널 스트리밍을 통해 '#TOBECONTINUED_01' 라는 이름을 달고 첫 번째로 공개되었다.

## 출연

### 텔레비전 드라마
- 인간 실격~내가 만약 죽는다면 (1994년, TBS 계열) - 3학년 A반 학생 역
- 지고는 못살아! 100엔 아줌마 (1995년 4월 17일, TBS 계열) - 야노 히로키 역
- 대단한 모녀 (1995년, TBS 계열) - 시부다 슌스케 역
- V의 불꽃 (1995년, 후지 TV 계열) - 미야케 켄 역
- 더 쉐프 (1995년, 닛폰 TV 계열) - 이치카와 켄 역
- 은랑괴기파일 (1996년, 닛폰 TV 계열) - 야쿠시 역
- 킨다이치 소년의 사건부 2 File 14 〈이인관 호텔 살인사건〉 (1996년 8월 31일, 닛폰 TV 계열) - 야쿠시 역
- 여배우 X (1996년 12월 27일, TBS 계열) - 이토 사키오 역
- 명탐정 양호실의 아줌마 (1997년, TV 아사히 계열) - 카미미야 역
- PU-PU-PU- (1998년, TBS 계열) - 쿠스노키 무츠오 역
- 신·우리들의 여행 Ver.1999 (1999년, 닛폰 TV계) - 나카타니 타카오(오메다) 역
- 버추얼 걸 (2000년, 닛폰 TV 계열) - 모리시마 히로 역
- I LOVE 《big》 대작전 (2000년 6월 29일, 후지 TV 계열) - 미야케 켄 역
- 천국에서 가장 가까운 남자 제1화 〈죽어! 못된 교사〉 (2001년 4월 13일, TBS 계열) - 게스트 출연
- 네버랜드 (2001년, TBS 계열) - 요다 미츠히로 역
- 밝은 쪽으로 밝은 쪽으로 (2001년 8월 27일, TBS 계열) - 우에야마 마사스케 역
- 밝은 쪽으로 밝은 쪽으로 특별편 (2002년 1월 4일, TBS 계열) - 우에야마 마사스케 역
- 나의 푸른 하늘 2002 (2002년, NHK) - 사토 타케시 역
- 연기자. 〈TEXAS〉 (2002년, 후지 TV 계열) - 주연·엔도 마사루 역
- 연기자. 〈14세의 나라〉 (2003년, 후지 TV 계열) - 주연·아키츠 역
- 마루사!! (2003년, 후지 TV 계열) - 토미나가 역
- 극단 연기자. 〈비가 온다〉 (2004년, 후지 TV 계열) - 주연·아베역
- 극단 연기자. 〈뷰티풀 선데이〉 (2004년, 후지 TV 계열) - 주연·오가사와라 히로키역
- 내버려 둘 수 없는 마녀들 (2014년, 토카이 TV 제작·후지 TV 계열) - 마모루 역

### 영화
- COSMIC RESCUE (2003년) - 에구치 료 역
- Hard Luck Hero (2003년) - 쿠도 유지 역
- 썬더 버드 (2004년) - 일본어 더빙판: 고든 트레이시 역
- 홀드 업 다운 (2005년 10월 28일) - 사카와 유타카 역
- 엄지손가락 찾기 (2006년 8월 26일) - 주연·타케시 역

### 무대
- 2만 7천 광년의 여행 -세기말의 소년- (2000년) - 무명인 역
- 졸업 -THE GRADUATE- (2004년) - 벤자민 역
- 제32진해환 (2006년) - 마키노 사토루 역
- 살인자 (2007년) - 마츠다 마사루 역
- 제17포로 수용소 (2008년) - 세프톤 역
- ULTRA PURE! (2010년) - 사와다 슌타로 역
- 러블리 베이비 (2011년) - 렌지 역
- Some Girl(s) (2013년) - 남자 역

### 버라이어티 프로그램
V6
- 어메이지 팡! (2014년 4월 ~ , TBS계)

과거
- 개인 레귤러
  - 이토가의 식탁 (1997년 10월 ~ 2007년 3월, 닛폰 TV계)
  - 영혼의 원 스푼 (2004년 10월 ~ 2005년 3월, TBS계)
  - 사랑하는 TV 스고큥 (2010년 4월 ~ 9월, 후지 TV계)
  - 금요일의 기적 (2010년 10월 ~ 2011년 6월, 후지 TV계)
  - 그 얼굴이 보고 싶다 (2010년 10월 ~ 2012년 2월, 후지 TV계)
- V6
  - 매지컬 두뇌 파워!! (1996년 ~ 1999년, 닛폰 TV계) ※준 레귤러
  - 학교에 가자! (1997년 ~ 2005년, TBS계)
  - V6노모토 (1999년 ~ 2000년, 후지 TV계)
  - 마하 브이로쿠 (2000년, 후지 TV계)
  - 웃기는 V6 병동! (2000년 ~ 2001년, 후지 TV계)
  - 러브센! (2002년 ~ 2004년, TBS계)
  - 학교에 가자! MAX (2005년 ~ 2008년, TBS계)
  - VivaVivaV6 (2001년 ~ 2010년, 후지 TV계)
  - 신지식계급 쿠마구스 (2008년 ~ 2010년, TBS계)
  - 미션 V6 (2010년 ~ 2011년, TBS계)
  - 남자의 편차치!! (2011년 10월 ~ 2012년 9월, TBS계)
  - 가챠가챠 V6 (2012년 10월 16일 ~ 2014년 3월 18일, TBS계)
- Coming Century
  - 카미센(秘)특보 (1996년, ABC) ※매월 4번째주의 토요일에만 방송(합계 6회)
  - 미미센! (2001년, TBS계)
  - 오토센! (2001년 ~ 2002년, TBS계)
  - 오토센 2 (2002년, TBS계)

단발
- 24시간 TV (1998년, 2000년, 닛폰 TV계)
- 24시간 TV 23 V6 퍼스낼리티 (2000년 8월 19일 ~ 20일, 닛폰 TV계)
- 더 소년구락부 프리미엄 (2006년 ~ , NHK-BS2) 게스트 출연
- 욧! 일본 제일!! (2007년, TV 아사히계)

### 음악 프로그램
과거
- 아이돌 온 스테이지 (1993년 ~ 1997년, NHK-BS2)
- M나비 (1996년, TBS계)
- MUSIC JUMP (1997년 ~ 1998년, NHK-BS2)

### 라디오
- V6의 카미센 뮤지엄 (1996년 ~ 2004년, 닛폰 방송)
- 미야케 켄의 라디오 (2005년 4월 ~ , bayfm)

### CM
개인
- 세가 프리펀 (※쟈니즈 Jr. 때)
- 메이지 제과 〈쵸코 BOW〉
- 타콘 (칸사이 지구에서만의 OA)
- 미사와 홈 (※선배·히가시야마 노리유키와 공동 출연)

V6
- 켄터키 프라이드치킨 〈드럼 키즈〉
- 칸사이 셀룰러 (칸사이 지구에서만의 OA)

Coming Century
- 소니 컴퓨터 엔터테인먼트 〈FORMULA1〉
- 베네세 코퍼레이션 〈신켄제미〉
- MIKI HOUSE
- 칼피스 워터
- 모리나가 제과 〈소지〉
- 하우스식품 〈버몬트 카레〉
- 에바라 〈황금의 맛〉
  - 〈등장 편〉 (2008년 3월 12일 ~ )
  - 〈축구 관전 편〉
  - 〈해변에서 바베큐 편〉
  - 〈미야케 군의 먹는 방법 편/오카다 군은 뜨거운 밥 편/모리타 군의 굽는 방법 편〉

### 그 외
- NHK 모두의 수화 (2014년 4월 ~ , NHK 교육 텔레비전) - 내비게이터

## 서적

### 사진집
- 미야케 켄&이마이 츠바사 한 여름의 소년 《네버랜드》 (2001년 8월, 슈에이샤 TV 북)

### 잡지 연재
- mc Sister (아시트 부인 화보사) 〈MONOMONO 건자전〉 (1999년 4월 ~ 2000년 12월)
- 스케로쿠 (니겐샤 서점) 〈일본 남아의 기호〉 2006/여름(Vol.3) ~
- acteur (키네마 순보사) 〈스테이지 다이어리〉 2007년 9월(No.8) ~